# Marquesado de Villalba de los Llanos
El marquesado de Villalba de los Llanos es un título nobiliario español creado el 15 de febrero de 1693 por el rey Carlos II de España a favor de Baltasar Alonso Enríquez y de Anaya, caballero de la Orden de Santiago, señor de Villalba de los Llanos y alcalde de Montánchez.

## Denominación
El título hace referencia al municipio de Villalba de los Llanos, ubicado en la provincia de Salamanca.

## Marqueses de Villalba de los Llanos
|                         | Titular                                                         | Periodo                 |
| Creación por Carlos II. | Creación por Carlos II.                                         | Creación por Carlos II. |
| ----------------------- | --------------------------------------------------------------- | ----------------------- |
| I                       | Baltasar Alonso Enríquez y de Anaya                             | 1693-¿?                 |
| II                      | José Enríquez de Navarra y Álava                                | ¿?-¿?                   |
| III                     | Domingo Manuel Enríquez de Navarra y Álava                      | ¿?-1763                 |
| IV                      | Francisco Enríquez de Lacarra Navarra                           | 1763                    |
| V                       | Manuel Bernardino Antonio Carvajal y Zúñiga Lancaster y Noronha | ¿?-1783                 |
| VI                      | Ángel María de Carvajal y Gonzaga                               | 1784-1793               |
| VII                     | Ángel María Carvajal y Fernández de Córdoba                     | 1793-1839               |
| VIII                    | Ángel María de Carvajal y Téllez-Girón                          | 1839-1844               |
| IX                      | Pedro de Alcántara Carvajal y Téllez-Girón                      | 1844-1869               |
| X                       | Ángel Carvajal y Pascual del Pobil                              | 1869-¿?                 |
| XI                      | María de los Dolores Carvajal y Fontes                          | ¿?-1903                 |
| XII                     | María de la Concepción de Carvajal y Pasqual de Pobil           | 1903-1906               |
| XIII                    | María de la Concepción de Echeverría y Carvajal                 | 1906-¿?                 |
| XIV                     | Miguel Zapata Echeverría                                        | 1916-1993               |
| XV                      | María Teresa Zapata y Maestre                                   | 1994-actual titular     |

## Historia de los marqueses de Villalba de los LLanos
- Baltasar Alonso Enríquez y de Anaya (n. Valladolid, 22 de octubre de 1645-¿?), I marqués de Villalba de los Llanos,[2] hijo de Alonso Enríquez de Anaya y de Benita Antonio de Sotomayor.

Casó con Bernardina de Álava Enríquez de Navarra Ezpeleta, hija de Gaspar Enríquez de Lacarra-Navarra y Álava, X señor y I conde de Ablitas, y de su esposa Jerónima Ezpeleta y Góngora, VIII vizcondesa de Val de Erro, VII baronesa de Ezpeleta, Gostoro, Amot y Noailhan. Sucedió su hijo:
- José Enríquez de Lacarra-Navarra y Enríquez de Anaya, II marqués de Villalba de los Llanos,[3] IX barón de Ezpeleta,[3][4] III conde de Ablitas, barón de Gostoro, de Amotz y de Noailhán, marqués de Castelnao y caballero de la Orden de Santiago.

Casó con Clara de Solís y Gante-Vilain, hija de Alonso de Solís Valderrábano y Osorio, II duque de Montellano, y de Luisa de Gante y Sarmiento. Sucedió su hijo:
- Domingo Enríquez de Lacarra-Navarra y Solís (m. 1763), III marqués de Villalba de los Llanos, X barón de Ezpeleta,[3] IV conde de Ablitas,  barón de Gostoro, de Amotz y de Noailhán, marqués de Castelnao, V señor de Eriete y VIII de Murillo de las Limas, señor de las Villas y Castillos de la Peña, Berriozar, Luzaide, Tajonar, y Torres.

Casó en abril de 1734 con Ana María de Masones de Sotomayor y Lima, VI condesa de Crecente, IV duquesa de Sotomayor, grande de España, V marquesa de Tenorio y VI condesa de Montalbo de Aragón. Sin descendencia, le sucedió su hermano en abril de 1763:
- Francisco Enríquez de Lacarra Navarra (m. Salamanca, 31 de octubre de 1763),[8] IV marqués de Villalba de los Llanos,[9] V conde de Ablitas, XI barón de Ezpeleta, Gostoro, Amot y Noailhan.

Soltero, sin descendencia, sucedió en 1764:
- Manuel Bernardino Antonio Carvajal y Zúñiga Lancaster y Noronha (Cáceres, 13 de diciembre de 1739-Cáceres, 4 de diciembre de 1783), V marqués de Villalba de los Llanos,[11] V duque de Abrantes, VI duque de Linares, marqués de Sardoal, VI marqués de Puerto Seguro, VII marqués de Valdefuentes, VI conde de la Mejorada, IV conde de la Quinta de la Enjarada, XV conde de Aguilar de Inestrillas, XII marqués de Aguilafuente, X conde de Villalba, XIX señor de los Cameros y gentilhombre de cámara con ejercicio.[11] Era hijo de Juan Antonio Carvajal y Lancaster, III conde de la Quinta de la Enjarada, IV duque de Abrantes, V duque de Linares, IV marqué de Sardoal, etc., y de Francisca de Paula de Zúñiga y Arellano.[10]

Casó el 13 de diciembre de 1758, en Madrid, con María Micaela de Gonzaga y Caracciolo (1745-1777), princesa del Santo Imperio Romano y de la soberana casa de Mantua. Sucedió su hijo:
- Ángel María de Carvajal y Gonzaga (Madrid, 2 de marzo de 1771-13 de mayo de 1793), VI marqués de Villalba de los Llanos,[11] VI marqués de Sardoal,[11] VI duque de Abrantes,[12] VII duque de Linares,VIII marqués de Valdefuentes, VII marqués de Puerto Seguro, VIII marqués de Navamorcuende,[11] XIII marqués de Aguilafuente, V conde de la Quinta de la Enjarada, XVI conde de Aguilar de Inestrillas, VII conde de la Mejorada.[11]

Casó, en 1788, con María Vicenta Soledad Fernández de Córdoba y Pimentel, hija de Pedro de Alcántara Fernández de Córdoba, XII duque de Medinaceli, y de su segunda esposa, María Petronila de Alcántara Enríquez y Cernesio, VII marquesa de Mancera, grande de España.  Le sucedió su hijo:
- Ángel María Carvajal y Fernández de Córdoba (Madrid, 1793-Madrid, 20 de abril de 1839),[15] VII marqués de Villalba de los Llanos por cesión de su padre,[11]  VIII marqués de Sardoal,[11] VIII duque de Abrantes,[13] IX duque de Linares,[11] IX marqués de Puerto Seguro, VIII marqués de Sardoal, X marqués de Valdefuentes, X marqués de Navamorcuende,[11] VII conde de la Quinta de la Enjarada, XVIII conde de Aguilar de Inestrillas, IX conde de la Mejorada, XV marqués de Aguilafuente, caballerizo mayor de la reina Isabel II y ballestero y montero mayor.

Casó el 1 de enero de 1813, en Cádiz, con Manuela Téllez Girón y Pimentel, II condesa de Coquinas, hija de Pedro Téllez-Girón y Pacheco, IX duque de Osuna, y de María Josefa Pimentel y Téllez-Girón. Le sucedió su hijo:
- Ángel María de Carvajal y Téllez-Girón (Madrid, 20 de noviembre de 1815-Madrid, 3 de enero de 1890), VIII marqués de Villalba de los Llanos,[16] IX marqués de Sardoal,[16] IX duque de Abrantes,[13] X duque de Linares,[16] XI marqués de Valdefuentes, X marqués de Puerto Seguro, XI marqués de Navamorcuende,[16] VIII conde de la Quinta de la Enjarada, XIX conde de Aguilar de Inestrillas, X conde de la Mejorada, XIV conde de Villalba[16] y XVI marqués de Aguilafuente.

Casó en primeras nupcias, el 10 de febrero de 1840 con María África Fernández de Córdoba y Ponce de León (m. 1866), hija de Luis Fernández de Córdoba-Figueroa y Aragón, XIV duque de Medinaceli, y de su esposa María de la Concepción Ponce de León y Carvajal.  Contrajo un segundo matrimonio, el 27 de abril de 1874, con Josefa Jiménez Molina Jiménez (m. 1903). Sucedió su hermano a quien cedió el título en 1844:
- Pedro de Alcántara Carvajal y Téllez-Girón (Madrid, 2 de mayo de 1818-Madrid, 3 de enero de 1869), IX marqués de Villalba de los Llanos y caballero de la Orden de Alcántara.[19]

Casó el 12 de noviembre de 1847, en Madrid, con María del Carmen Pasqual del Pobil y Ponce de León, IV marquesa de Arneva, quien casó en segundas nupcias en 1871 con Bernardo Roca de Togores y Roca de Togores.
- Ángel Carvajal y Pascual del Pobil (n. Madrid, 9 de septiembre de 1849), X marqués de Villalba de los Llanos y V marqués de Arneva.[21]

Casó con Purificación Fuensanta de Fontes y Rosique. Sucedió su hija
- María de los Dolores Carvajal y Fontes (1880-1903), XI marquesa de Villalba de los Llanos.[21]

Sin descendencia, sucedió su tía carnal:
- María de la Concepción de Carvajal y Pasqual de Pobil (1848-1906), XII marquesa de Villalba de los Llanos y VI marquesa de Arneva.[18]

Casó con José Echeverría y López de Sobreviñas. Sucedió su hija:
- María de la Concepción de Echeverría y Carvajal, XIII marquesa de Villalba de los Llanos.[18]

Casó el 24 de enero de 1910 con Miguel de Zapata. Sucedió su hijo:
- Miguel Zapata Echeverría (m. 26 de abril de 1993), XIV marqués de Villalba de los Llanos[18][22]

Casó en julio de 1934, en Madrid, con María Obdulia Maestre y Zapata. Sucedió su hija:
- María Teresa Zapata y Maestre, XV y actual marquesa de Villalba de los Llanos.[18]